# Disporella sacculus
Disporella sacculus är en mossdjursart som beskrevs av Gordon och Taylor 200. Disporella sacculus ingår i släktet Disporella och familjen Lichenoporidae. Inga underarter finns listade i Catalogue of Life.